# Tous en scène 2
Série
Tous en scène
(2016) Tous en scène 3
(2025)
Pour plus de détails, voir Fiche technique et Distribution.
Tous en scène 2 ou Chantez! 2 au Québec (Sing 2) est un film d'animation réalisé par Garth Jennings et sorti en 2021. C'est la suite de Tous en scène sorti en 2016.
Buster Moon et ses amis essaient de convaincre la star du rock recluse Clay Calloway de rejoindre leur show d'ouverture.

## Synopsis
Quelque temps après les évènements du premier film, dans le nouveau théâtre Moon, la troupe interprète une comédie musicale d'Alice au pays des merveilles. Le rôle principal est tenu par Meena secondée par Rosita, Johnny et Gunter. Buster Moon tient à avoir l'avis de Suki Lane. Elle est celle qui décide quels talents peuvent auditionner devant Jimmy Crystal, grand producteur de spectacles à Redshore City. Pour elle, le niveau n'est pas suffisant et l'insistance de Buster Moon n'y fait rien.
Remotivé par Nana Noodleman, le koala rassemble ses artistes - dont Ash, partie faire une carrière solo - et part infiltrer les auditions. Devant l'intransigeant producteur, l’équipe échoue dans leur présentation jusqu’à ce que Gunter énonce son idée de spectacle musical dont l'intrigue se situerait dans l'espace. Un quiproquo rend le projet séduisant pour Jimmy puisqu'il mettrait en scène le retour de Clay Calloway, une star du rock qui ne s'est produite sur aucune scène depuis des années.
Le projet est donc lancé, et Buster souhaite que Rosita tienne le rôle principal, celui de la pilote de vaisseau à la recherche d'un astronaute perdu (normalement joué par Clay Calloway). Pendant les répétitions, elle est incapable de sauter à l'élastique, car elle a le vertige. Le rôle revient donc à l'insupportable Porsha, la fille gâtée de Jimmy, ce dernier ayant insisté auprès de Buster pour qu'elle ait un rôle. Rosita, dépitée, se retrouve à jouer le rôle d'un extraterrestre. Meena jouera dans une scène romantique avec son nouveau partenaire Darius, un yack égocentrique. Malheureusement, elle rencontre des problèmes puisqu’elle n’ayant jamais été amoureuse auparavant, Meena est incapable de transmettre les sentiments pendant leur scène. Plus tard, elle rencontre et tombe amoureuse d'Alfonso, un vendeur de crème glacée. Johnny joue quant à lui dans une scène de guerre et suit des cours de ballet sous la direction de l'intransigeant Klaus Kickenklober, qui le dévalorise sans cesse. Il rencontre et demande alors de l'aide à Nooshy, une lynx danseuse de rue, qui lui apprend à suivre le rythme de la musique.
Pendant ce temps Mademoiselle Crawley se rend chez Clay Calloway, mais il la pourchasse sur sa moto en lui tirant dessus avec un paintball, elle revient traumatisée. Buster et Ash se rendent alors chez lui pour le convaincre de chanter à nouveau, mais celui-ci refuse, car il perdu toute envie de chanter à la suite du décès de sa femme. Ash arrive à se rapprocher du chanteur et réussit à le faire changer d'avis pendant que Buster retourne au théâtre pour continuer les répétitions.
Malgré ses talents en chant, Porsha se révèle incapable de jouer l’actrice et Buster essaye de l’a convaincre qu’il doit redonner son rôle à Rosita mais Porsha interprète mal cela et se vexe exagérément, ce qui rend furieux Jimmy Cristal. Il comprend que le koala lui a menti sur le fait qu'il connaissait Calloway et croit qu'il a renvoyé sa fille, décidant d'annuler le spectacle et de l'enfermer dans un placard pour le jeter du haut de sa tour après sa conférences de presse. Suki Lane le délivre et lui conseille de fuir, car Jimmy peut devenir extrêmement violent et colérique.
Alors que Ash, Clay et le reste de la troupe retrouvent Buster terrorisé depuis l'hôtel, ils apprennent que le spectacle est annulé. Cependant, Clay convainc la troupe de ne pas baisser les bras comme il a fait et de jouer le spectacle le soir même, au nez et à la barbe de Jimmy qui les a chassés de son hôtel. Ils se rendent au théâtre, rappellent tous les techniciens et même Porsha, qui s'excuse pour son comportement. Johnny fait appel à son père et à son gang, désormais agents de sécurité, pour affronter les agents de Jimmy, si celui-ci venait à vouloir interrompre le spectacle. Norman, le mari de Rosita, se fait passer pour un chauffeur de taxi afin de faire perdre du temps à Jimmy, tandis que tous leurs enfants mettent la pagaille dans le centre commercial, pour attirer les agents de sécurité. 
Le premier tableau fait intervenir Johnny sur la planète de la guerre. Son numéro combinant chant et danse est un succès. Klaus Kickenklober, furieux de voir que Johnny a pu progresser sans lui, prend la place du comédien supposer le rôle de son adversaire et entame l'affrontement, ce qui met Johnny en difficulté. Le jeune gorille est cependant redynamisé par Nooshy et termine par un final triomphant. Le second tableau amène Porsha sur la planète de la joie. Jimmy Cristal réussit à s'infiltrer dans les coulisses pendant que ses agents affrontent ceux du père de Johnny, et tente de forcer sa fille à interrompre son numéro mais elle décide de ne plus l'écouter, et Buster l'enferme dans une trappe. Le troisième tableau se déroule sur la planète de l'amour. Meena, imaginant Alfonso à la place de Darius, arrive enfin à livrer une belle prestation. Le quatrième tableau commence avec un vortex dans lequel Rosita doit se jeter afin d'atteindre la dernière planète, mais le vertige la reprend et elle n'ose pas se lancer. Pendant ce temps Jimmy est libéré par son assistant Jerry et s'en prend à Buster, qu'il jette dans le vide. Rosita saute alors pour sauver Buster et achève sa chanson avec Gunter. Pour le dernier tableau, Ash démarre alors son duo avec Clay, qui finit par revenir sur scène en pensant à sa femme.
L'incroyable succès du spectacle amène Jimmy Cristal à s'attribuer les lauriers, mais il se couvre de ridicule lorsque la troupe de Buster disparaît et est dénoncé à la police par Suki pour son geste envers Buster. Elle informe ensuite Buster et sa troupe (intégrée par Nooshy, Porsha, et Clay) que le Majestic, le théâtre le plus grandiose de la ville, souhaite qu'ils s'y produisent. Ils acceptent tous avec joie et se produisent devant Nana Noodleman.

## Fiche technique
- Titre : Tous en scène 2
- Titre québécois : Chantez! 2
- Titre original : Sing 2
- Réalisation : Garth Jennings
- Scénario : Garth Jennings
- Animation Directors: Patrick Delage et Pierre leduc
- Art Director : Olivier Adam
- Musique : Joby Talbot
- Montage : Gregory Perler
- Production : Janet Healy et Christopher Meledandri
- Société de production : Illumination Entertainment et Universal Pictures
- Société de distribution : Universal Pictures (États-Unis)
- Pays de production :  États-Unis,  France et  Japon
- Genre : Animation, aventure, comédie et film musical
- Durée : 112 minutes
- Budget : 85 000 000 $ US
- Dates de sortie : 
  - États-Unis : 14 novembre 2021 (AFI Fest)
  - France : 22 décembre 2021
  - États-Unis : 22 décembre 2021
  - Canada  : 22 décembre 2021

## Distribution

### Voix originales
- Matthew McConaughey : Buster Moon
- Taron Egerton : Johnny
- Tori Kelly : Meena
- Reese Witherspoon : Rosita
- Nick Kroll : Gunter
- Scarlett Johansson : Ash
- Bobby Cannavale : Jimmy Crystal
- Halsey : Porsha Crystal
- Bono : Clay Calloway
- Eric André : Darius
- Pharrell Williams : Alfonso
- Letitia Wright : Nooshy
- Chelsea Peretti : Suki
- Garth Jennings : Mlle Crawley
- Spike Jonze : Jerry
- Nick Offerman : Norman
- Jason Schwartzman : Ryan

### Voix françaises
- Damien Ferrette : Buster Moon
- Chloé Renaud : Meena
- Jenifer : Rosita
- Élodie Martelet : Ash
- Camille Combal : Johnny
- Laurent Gerra : Gunter
- Pierre Coffin : Mlle Crawley
- Pauline Larrieu : Nana
- Carole Bianic : Suki
- Damien Bonnard : Jimmy Crystal
- Lola Dubini : Porsha Crystal
- Fatou Kaba : Nooshy
- Gérard Lanvin : Clay Calloway
- Vincent de Boüard : Jerry
- Loïc Houdré : Norman
- Jean Rieffel : Klaus Kickenklober
- Baptiste Marc : Darius
- Geoffrey Loval : Alfonso
- Pauline Moulène : Linda le Bon
- Frédéric Souterelle : le père de Johnny

Version française
- Société de doublage : Titrafilm
- Direction artistique : Virginie Méry
- Adaptation des dialogues : Agnès Dussautoir

### Voix québécoises
- Daniel Picard : Buster Moon
- Louis-Philippe Dandenault : Clay Calloway
- Patrick Chouinard : Jimmy Crystal
- Stéfanie Dolan : Porsha Crystal
- François Godin : Miss Crawley
- Aline Pinsonneault : Rosita
- Catherine Brunet : Nooshy
- Alexa-Jeanne Dubé : Meena
- Marika Lhoumeau : Suki
- Louis-Philippe Berthiaume : Johnny
- Normand D'Amour : Big Daddy
- Laurence Dauphinais : Ash
- François Sasseville : Gunter
- Patrice Dubois : Darius
- Frédéric Desager : Klaus
- Gabriel Lessard : Jerry
- Philippe Martin : Rick
- Benoit Rousseau : Voyou loup
- Frédérik Zacharek : Voyou léopard

Version français canadien
- Studio de doublage : Difuze
- Direction artistique : Hugette Gervais
- Adaptation : Nadine Taillon

## Musique
- Danse des chevaliers de Sergueï Prokofiev.

### Bande originale
Joby Talbot est de nouveau le compositeur des musiques du film et U2 offre une chanson inédite : Your Song Saved My Life
| 1.      | Your Song Saved My Life (from Sing 2)           | U2                                                            | 3:31 |
| 2.      | Let's Go Crazy                                  | - Tori Kelly - Taron Egerton - Reese Witherspoon - Nick Kroll | 3:09 |
| 3.      | Can't Feel My Face                              | Kiana Ledé                                                    | 3:21 |
| 4.      | Goodbye Yellow Brick Road                       | Elton John                                                    | 3:13 |
| 5.      | Heads Will Roll                                 | Scarlett Johansson                                            | 3:37 |
| 6.      | Holes                                           | Mercury Rev                                                   | 4:10 |
| 7.      | Bad Guy                                         | Billie Eilish                                                 | 3:14 |
| 8.      | Sing 2 Audition Medley                          | Sing 2 Cast                                                   | 1:47 |
| 9.      | Where the Streets Have No Name                  | - Kelly - Egerton - Johansson - Witherspoon - Kroll           | 2:36 |
| 10.     | Higher Love                                     | - Kygo - Whitney Houston                                      | 3:48 |
| 11.     | There's Nothing Holdin' Me Back                 | - Kelly - Egerton                                             | 3:23 |
| 12.     | Suéltate (from Sing 2)                          | - Sam i - Anitta - Bïa - Jarina De Marco                      | 3:30 |
| 13.     | Stuck in a Moment You Can't Get Out Of          | Scarlett Johansson                                            | 3:39 |
| 14.     | Soy Yo (Sing 2 Mix)                             | Bomba Estéreo                                                 | 2:57 |
| 15.     | A Sky Full of Stars                             | Egerton                                                       | 3:27 |
| 16.     | Could have been me                              | Halsey                                                        | 2:29 |
| 17.     | I Say a Little Prayer                           | - Kelly - Pharrell Williams                                   | 2:10 |
| 18.     | Break Free                                      | - Witherspoon - Kroll                                         | 1:35 |
| 19.     | I Still Haven't Found What I'm Looking For      | - Johansson - Bono                                            | 3:01 |
| 20.     | Tippy Toes (Bonus Track)                        | - Adam Buxton - Fancy Feelings - DSCOSTU                      | 2:08 |
| 21.     | Christmas (Baby Please Come Home) (Bonus Track) | - Keke Palmer - Kelly - Egerton - Witherspoon - Johansson     | 2:36 |
| 65 min. |                                                 |                                                               |      |

## Accueil

### Box office
| Pays       | Box Office        |
| ---------- | ----------------- |
| États-Unis | 162 790 990 $     |
| France     | 2 675 459 entrées |
| Monde      | 404 090 990 $     |

## Autour du film
- Dans la version française de cette suite, Patrick Bruel ne prête pas sa voix à Buster Moon. Il est remplacé par Damien Ferrette. Il en est de même pour Johnny pour lequel Camille Combal succède à Sacha Perez.
- Ni Eddie (l'ami de Buster Moon et petit-fils de Nana Noodleman), ni Mike (crooner de la troupe du précédent opus) n'apparaissent dans cette suite.